# Bibelsberg

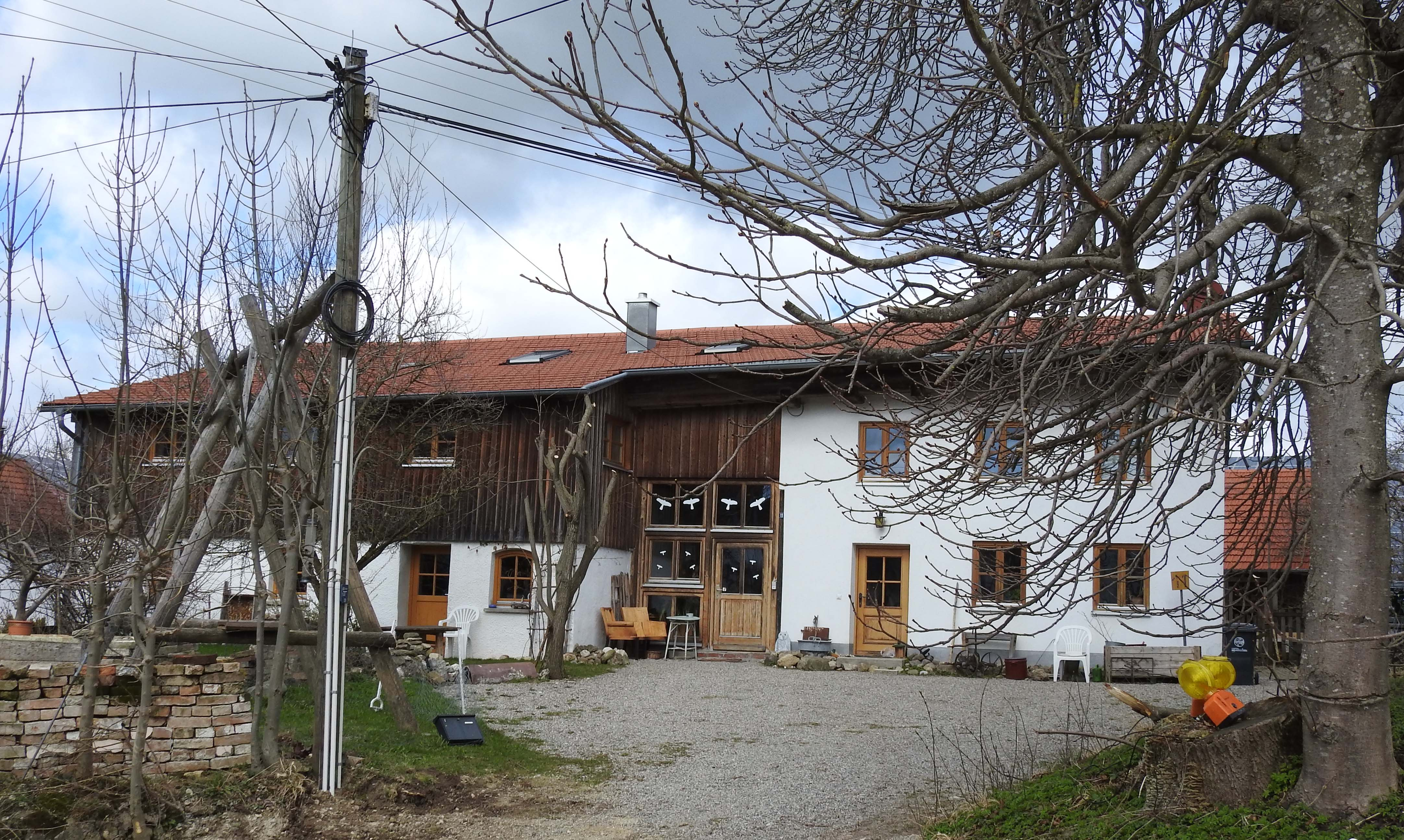
Denkmalgeschütztes ehemaliges Bauernhaus

Bibelsberg ist ein Ortsteil des oberschwäbischen Marktes Ottobeuren.

## Geografie
Das Dorf Bibelsberg liegt etwa sechs Kilometer südlich von Ottobeuren. Das Dorf ist durch die Staatsstraße St 2011 an den Hauptort angebunden.

## Geschichte

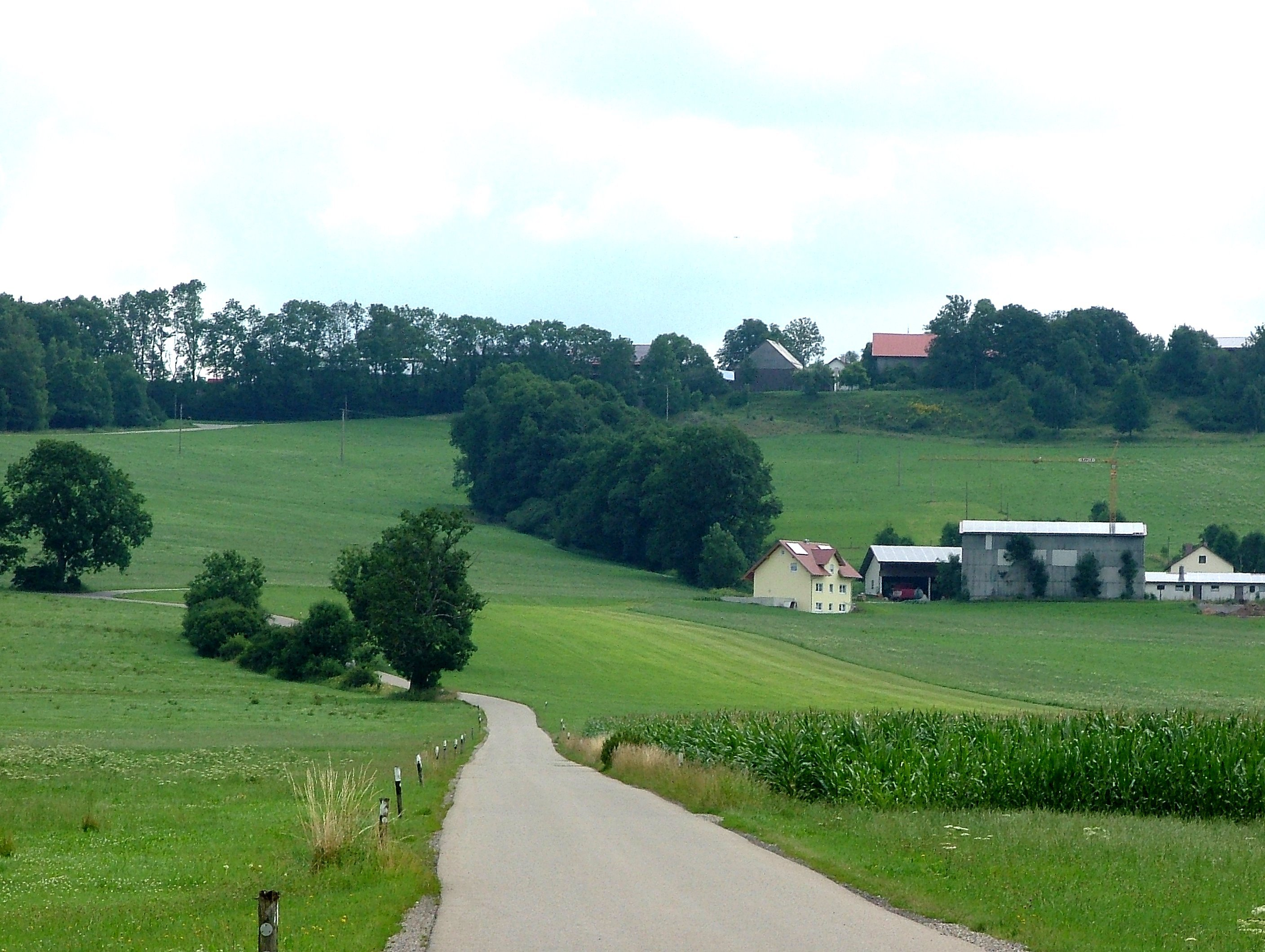
Bibelsberg 2010

1152 wurde Bibelsberg erstmals urkundlich erwähnt, als Papst Eugen III. dem Kloster Ottobeuren Besitz bestätigte. Nur kurze Zeit hatten Ottobeurer Dienstmannen den Ort in Händen. Von Volkmar von Liebenthann erhielt das Kloster Ottobeuren Güter in Bibelsberg als Seelsgerät, Konrad von Liebenthann schenkte dem Kloster 1383 einen Hof. Memminger Bürger sicherten sich für einige Zeit den Ort, bis er 1427 endgültig in Ottobeurer Besitz überging. 1564 hatte der Ort 60 Einwohner.

## Baudenkmal
In die amtliche Denkmalliste ist ein ehemaliges Bauernhaus, ein	zweigeschossiger Mittertennbau mit flachem Satteldach aus dem 18. Jahrhundert mit erneuertem Wirtschaftsteil eingetragen (Hausnummer 11).